# Давид ди Донателло 1988
33-я церемония вручения наград премии «Давид ди Донателло» состоялась 3 июня 1988 года, в Вилле Мадама.

## Победители и номинанты

### Лучший фильм
- Последний император, режиссёр Бернардо Бертолуччи
- Интервью, режиссёр Федерико Феллини
- Очи чёрные, режиссёр Никита Михалков

### Лучшая режиссура
- Бернардо Бертолуччи — Последний император
- Федерико Феллини — Интервью
- Никита Михалков — Очи чёрные

### Лучший дебют в режиссуре
- Даниэле Лукетти — Это случится завтра
- Карло Маццакурати — Notte italiana
- Стефано Реали — В джунглях

### Лучший сценарий
- Леонардо Бенвенути, Пьеро Де Бернарди и Карло Вердоне — Я и моя сестра (ex aequo)
- Бернардо Бертолуччи и Марк Пиплоу — Последний император (ex aequo)
- Александр Адабашьян, Никита Михалков и Сузо Чекки д’Амико — Очи чёрные

### Лучший продюсер
- Франко Джовале, Джойс Херлихи и Джереми Томас — Последний император
- Сильвия Д’Амико Бендико и Карло Кукки — Очи чёрные
- Анджело Барбагалло и Нанни Моретти — Notte italiana

### Лучшая женская роль
- Елена Сафонова — Очи чёрные
- Валерия Голино — Очки в золотой оправе
- Орнелла Мути — Я и моя сестра

### Лучшая мужская роль
- Марчелло Мастроянни — Очи чёрные
- Филипп Нуаре — Очки в золотой оправе
- Карло Вердоне — Я и моя сестра

### Лучшая женская роль второго плана
- Елена София Риччи — Я и моя сестра
- Марта Келлер — Очи чёрные
- Сильвана Мангано — Очи чёрные
- Во Джун Мэй — Последний император

### Лучшая мужская роль второго плана
- Питер О’Тул — Последний император
- Галеаццо Бенти — Я и моя сестра
- Габриэле Ферцетти — Джулия и Джулия

### Лучшая операторская работа
- Витторио Стораро — Последний император
- Тонино Делли Колли — Интервью
- Франко Ди Джакомо — Очи чёрные

### Лучшая музыка
- Эннио Морриконе — Очки в золотой оправе
- Франсис Лэй — Очи чёрные

### Лучшая художественная постановка
- Бруно Чезари, Освальдо Дезидери и Фердинандо Скарфьотти — Последний император
- Данило Донати — Интервью
- Марио Гарбулья — Очи чёрные

### Лучший костюм
- Джеймс Эйксон и Уго Периколи — Последний император
- Нана Чекки — Очки в золотой оправе
- Карло Дьяппи — Очи чёрные

### Лучший монтаж
- Габриэлла Кристиани — Последний император
- Нино Баральи — Интервью
- Энцо Меникони — Очи чёрные

### Лучший звук
- Раффаэле де Лука — Последняя минута

### Лучший иностранный режиссёр
- Луи Маль — До свидания, дети

### Лучший сценарий иностранного фильма
- Луи Маль — До свидания, дети

### Лучший иностранный продюсер
- Стэнли Кубрик — Цельнометаллическая оболочка

### Лучшая иностранная актриса
- Шер — Во власти Луны
- Гленн Клоуз — Роковое влечение

### Лучший иностранный актёр
- Майкл Дуглас — Уолл-стрит
- Майкл Дуглас — Роковое влечение

### Лучший иностранный фильм
- До свидания, дети, режиссёр Луи Маль

### Premio Alitalia
- Клаудия Кардинале

### Давид Лучино Висконти
- Стэнли Кубрик

### David Speciale
- Джулио Андреотти